# Centro de Neurobiología Molecular de Hamburgo
El Centro de Neurobiología Molecular de Hamburgo (en alemán: Zentrum für Molekulare Neurobiologie Hamburg, ZMNH) es un instituto de investigación en neurociencia molecular de Hamburgo, Alemania. Fundado en 1987, forma parte del Hospital Universitario Hamburgo-Eppendorf (UKE), regentado por la facultad de medicina de la Universidad de Hamburgo. Dirigido por Matthias Kneussel, el centro coordina un total de 200 científicos y personal de 20 países (2018).

## Investigación
El centro de interés del ZMNH es la investigación básica en neurobiología y neuroinmunología, con aportes multidisciplinares de la genética molecular con enfoques anatómicos, bioquímicos y fisiológicos. El ZMNH está estructurado en cinco departamentos y varios grupos de investigación independientes.
Los Departamentos/Institutos son:
- Cognición molecular y celular (Dietmar Kuhl)
- Neurogenética molecular (Matthias Kneussel)
- Neuroinmunología y esclerosos múltiples (Manuel A. Friese)
- Sináptica Fisiología (Thomas G. Oertner)
- Biología de sistemas (Stefan Bonn)

Grupos de Investigación:
- Desarrollo neuronal (Froylan Calderón de Anda)
- Control neuronal de movimiento (Kent Duncan)
- Patrones neuronales de conectividad (Peter Soba)
- Unidad de Biología del comportamiento (Fabio Morellini)
- Traslación de señales neuronales y celulares (Meliha Karsak)
- Transporte de proteínas neuronales (Marina Mikhaylova)
- Experiencias neuropediátricas (Axel Neu)
- Cableado sináptico y procesamiento de la información (J. Simon Wiegert)

Grupo eméritus:
- Biosíntesis de estructuras neuronales (Melitta Schachner)

Grupos invitados:
- Desarrollo de la neurofisiología (Ileana Hanganu-Opatz)
- Orgánulos dendríticos y funciones sinápticas (Michael Kreutz)
- Fraunhofer IME ScreeningPort (Ole Pless)

La investigación es apoyada por el uso de instalaciones aptas para el bioanálisis, la biología de sistemas, la morfología, los animales transgénicos y la tecnología de la información. El centro tiene su propia administración, tienda de venta de equipos y biblioteca.

## Educación
La formación de estudiantes de doctorado y postdoctorales es una parte integral de la misión de la ZMNH. Un Programa de Postgrado en Biología Molecular, se estableció en el Centro Médico de la Universidad de Hamburgo-Eppendorf en 1986 para promover un enfoque multidisciplinario, la capacidad para el pensamiento científico y de trabajo. Este Programa de Posgrado se presenta la biología molecular y neurociencias, dentro de un contexto más amplio de las ciencias básicas y la biomedicina. Fundamental (básica) y clínicos (aplican) aspectos se exploran y se integran con las áreas pertinentes de otras disciplinas. Este curso, que está organizado por la ZMNH, es de particular valor para aquellos que planean una carrera académica en la investigación biomédica o en una industria.

## Descubrimientos
Varias proteínas que son esenciales para la función sináptica primero fueron clonados y caracterizados en el ZMNH, por ejemplo, las proteínas presinápticas de Piccolo (PCLO) y el Bassoon, el principal organizador de la postsináptica de densidad, la PSD-95 (a.k.a. SAP90). La actividad sináptica de los controles de ciertos genes, los llamados genes tempranos inmediatos. Arg3.1/Arc, un ejemplo destacado de esta familia de genes, fue descubierto en el ZMNH y se encontró que tienen funciones importantes en el aprendizaje y la memoria.
La atención temprana del centro fue la comprensión de la estructura y función de los canales iónicos. La famosa "ball-and-chain'' o ''bola y cadena" mecanismo del canal del potasio inactivo fue descubierto en el ZMNH. Un número de enfermedades humanas (las formas hereditarias de miotonía, la osteopetrosis, de la retina de la degeneración, de riñón de piedra enfermedades, epilepsia, sordera) podría ser asignada a mutaciones en los canales iónicos específicos. Estos conocimientos fundamentales permitido a los investigadores para imitar los aspectos importantes de las enfermedades humanas genéticamente precisa modelos animales, un paso clave en el desarrollo de nuevos fármacos.
Más recientemente, investigadores del ZMNH han desarrollado nuevas herramientas genéticas para el control de la actividad neuronal con la luz (la optogenética), incluyendo la primera light-gated chloride channel ChloC y la light-activated potassium channel PACK.